# 泰山 (大熊猫)
泰山（Tai Shan，Butterstick）是2005年7月9日上午3点41分出生于美国华盛顿史密森国家动物园的一只大熊猫。它是第一只在华盛顿国家动物园出生并存活下来的大熊猫。

## 出生

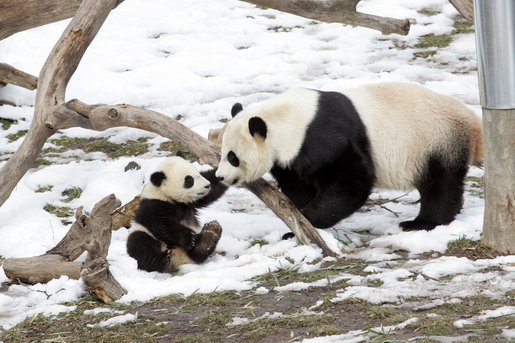
泰山 (7个月时的照片) 在它的母亲美香身边，2006年2月16日

泰山是史密森国家动物园第二对大熊猫美香与添添在美国生的幼子。它的父母均来自四川卧龙国家级自然保护区。2005年3月，美香成功通过人工受精接受添添的精子并受孕。根据协议，泰山在2岁时将被送回中国。不过此后留在美国的时间又延长至2009年七月。

## 取名
根据中国的传统，出生100天后才被取名。由于出生时一个工作人员形容他像一个奶油棒，泰山幼儿时被称为奶油棒（Butterstick）。这个名字迅速在博客上流行起来。
2005年秋天，国家动物园宣布在互联网上对泰山的正式命名进行投票。当时总共有5个蕴含中国传统文化的名字被中国野生动物保护协会批准候选，他们分别是“华盛”、“泰山”、“龙山”和“强强”。此前使用的“奶油棒”没有入选候选名字，当时甚至有人试图入侵投票系统更改选项，加上“奶油棒”作为选项。不过有202,045（占投票总数的44%）的投票人选择“泰山”，“泰山”也被选为最终的名字。

## 关注
2005年12月8日泰山首度公开亮相，动物园发放13,000张免费的限时参观入场券，这些票2小时内都发放一光。有的票在eBay等网站甚至被要价500美元。泰山在华盛顿当地的媒体上经常被提及。一些熊猫爱好者甚至设立销售与泰山相关的商品的网站，包括一个与cafepress.com联合向国家动物园捐赠1,900美元的网站。一个关于泰山打喷嚏的视频在著名视频网站YouTube的点击率高达800万次。
泰山还出现在动物星球频道的纪录片《一个熊猫诞生》（A Panda is Born)、《宝贝熊猫的第一年》（Baby Panda's First Year）中。
2006年7月9日，在华盛顿举行了盛大的泰山1岁生日活动。早上7点，开展3小时前，国家动物园外就开始排队。
从2007年开始，泰山开始独立生活。

## 回国
在协议之外额外在美国待了2年之后，2009年12月4日史密森国家动物园宣布根据与中国政府协议，泰山将于2010年2月4日离开动物园前往中国。
2010年2月5日，泰山和亚特兰大动物园的美兰一起搭乘联邦快递的“熊猫快递”专机抵达成都，并随后被运往中国保护大熊猫研究中心雅安碧峰峡大熊猫基地。